# Unidades inglesas de engenharia
Alguns campos da engenharia nos Estados Unidos utilizam um sistema de medição de grandezas físicas conhecido como unidades inglesas de engenharia. O sistema é baseado nas unidades inglesas de medida.

## Definição
As unidades inglesas de engenharia são um conjunto de unidades consistentes ainda em uso nos Estados Unidos. O conjunto é definido pelas seguintes unidades, em comparação com o padrão de unidades do Sistema Internacional de Unidades:
| Dimensão             | Unidades inglesas de engenharia | Unidade SI        |
| -------------------- | ------------------------------- | ----------------- |
| horário              | segundo (sec)                   | segundo (s)       |
| comprimento          | pés (ft)                        | metro (m)         |
| massa                | libra-massa (lbm)               | quilograma (kg)   |
| força                | libra-força (lbf)               | newton (N)        |
| temperatura          | grau Fahrenheit (°F)            | grau Celsius (°C) |
| temperatura absoluta | grau Rankine (°R)               | kelvin (K)        |

Unidades de outras grandezas físicas podem ser derivadas a partir desse conjunto conforme necessário.
Um sistema semelhante foi chamado de unidades britânicas de engenharia por Halliday e Resnick, no qual se usa o slug como unidade de massa.